# Delta (Ohio)
Delta és una població dels Estats Units a l'estat d'Ohio. Segons el cens del 2000 tenia 2.930 habitants.

## Demografia
Segons el cens del 2000, Delta tenia 2.930 habitants, 1.134 habitatges, i 831 famílies. La densitat de població era de 435,1 habitants/km².
Dels 1.134 habitatges en un 38,4% hi vivien nens de menys de 18 anys, en un 56,5% hi vivien parelles casades, en un 11,8% dones solteres, i en un 26,7% no eren unitats familiars. En el 22,6% dels habitatges hi vivien persones soles el 10,1% de les quals corresponia a persones de 65 anys o més que vivien soles. El nombre mitjà de persones vivint en cada habitatge era de 2,58 i el nombre mitjà de persones que vivien en cada família era de 3,01.
Per edats la població es repartia de la següent manera: un 28,7% tenia menys de 18 anys, un 7,5% entre 18 i 24, un 30,3% entre 25 i 44, un 20,5% de 45 a 60 i un 13% 65 anys o més.
L'edat mediana era de 35 anys. Per cada 100 dones de 18 o més anys hi havia 88,6 homes.
La renda mediana per habitatge era de 41.920 $ i la renda mediana per família de 50.543 $. Els homes tenien una renda mediana de 35.784 $ mentre que les dones 25.552 $. La renda per capita de la població era de 18.959 $. Aproximadament el 6,9% de les famílies i el 9,2% de la població estaven per davall del llindar de pobresa.

## Poblacions més properes
El següent diagrama mostra les poblacions més properes.

## Personatges il·lustres
- Charles Haubiel